# کادیروو
کادیروو (به لاتین: Kadyrovo) یک منطقهٔ مسکونی در روسیه است که در باشقیرستان واقع شده‌است.